# Proyecto It Gets Better

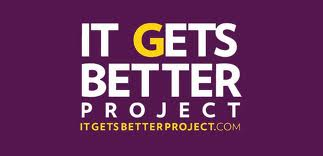
Logotipo

El Proyecto It Gets Better (en español, «mejorará» o Todo Mejora en Chile) es un canal de vídeo en línea fundado por Dan Savage en septiembre de 2010, en respuesta al suicidio de Billy Lucas y otra serie de adolescentes en EE. UU. que fueron acosados por ser homosexuales o porque sus colegas sospechaban que eran homosexuales. Su objetivo es prevenir el suicidio entre los jóvenes LGBT empleando mensajes de adultos LGBT para transmitir que las vidas de estos adolescentes mejorarán. El proyecto ha crecido rápidamente, con más de 200 vídeos subidos en la primera semana, realizados por adultos de todas las orientaciones sexuales, incluyendo muchas celebridades. El canal de YouTube del proyecto alcanzó el límite de 650 vídeos en la semana siguiente, y ahora está organizado en su propio sitio web, llamado It Gets Better Project. El proyecto también ha anunciado un libro de ensayos que será publicado por EP Dutton y lanzado en marzo de 2011.
Savage escribió acerca de la fundación del proyecto, "Me gustaría poder haber hablado con este chico durante cinco minutos. Ojalá hubiera podido haberle dicho a Billy que mejorará. Me gustaría haberle dicho que, por muy mal que fueran las cosas, por muy aislado y solo que se sintiera, mejorará."
El proyecto no acepta donaciones, pero dirige a los posibles donantes a The Trevor Project, que opera una línea de ayuda para crisis y la prevención del suicidio de jóvenes LGBT en EE. UU.

We've got to dispel this myth that bullying is just a normal rite of passage; that it's just some inevitable part of growing up. It's not.
We have an obligation to ensure that our schools are safe for all of our kids. And for every young person out there you need to know that if you're in trouble, there are caring adults who can help.
Debemos eliminar el mito de que el acoso escolar es un rito de paso normal; que simplemente es una parte inevitable de crecer. No lo es.
Tenemos la obligación de asegurar que nuestras escuelas son seguras para todos nuestros niños. Y para cada joven en cualquier lugar tienes que saber que si tienes problemas, hay adultos a los que les importas que pueden ayudarte.
Vídeo de Barack Obama en el proyecto It gets better, 21 de octubre de 2010.

El proyecto se encuentra presente se encuentra presente en 20 países donde cada filial transmite el propósito de «elevar, empoderar y conectar a jóvenes del colectivo LGTBIQ+».

## Premio Todo Mejora de Literatura lgbt - It Gets Better España
En 2023, la filial de España, junto a la editorial Kabo&Bero crea la 1ª Edición del Premio Todo Mejora de literatura juvenil lgtbiq+. Las obras galardonadas han sido:
- 2024: Crónicas inenarrables de Javier Comas.[12]
- 2025: Malospelos de Dani Broncano.[13]